# NGC 3791
NGC 3791 is een lensvormig sterrenstelsel in het sterrenbeeld Beker. Het hemelobject werd op 22 februari 1787 ontdekt door de Duits-Britse astronoom William Herschel.

## Synoniemen
- MCG -1-30-20
- NPM1G -09.0447
- PGC 36156